# José Duarte
José Filho Duarte, né le 6 juillet 1980 à Nova Lima, est un joueur de football brésilien qui évolue au poste d'attaquant de pointe. Il a la particularité d'avoir déjà joué pour 13 clubs différents en 15 années de professionnalisme.

## Carrière
José Duarte commence sa carrière dans le club de Cruzeiro en 1996, alors qu'il n'a que 16 ans. Il joue une saison dans ce club, puis est transféré à Goiás, avec qui il remporte le championnat du Goiás. Après une saison, il signe à Anapolina, et joue deux ans pour son nouveau club.
En 2000, Duarte fait le grand saut vers l'Europe, et signe un contrat au FC Bruges, un club du top belge. Il passe trois saisons au club, mais n'a que très rarement l'occasion de jouer face à une concurrence de haut niveau. Il fait néanmoins partie du groupe qui remporte la Coupe de Belgique 2002. Il est prêté les six derniers mois de son contrat au FC Brussels, et durant l'été 2003, il part pour le championnat israélien. Il reste cinq ans dans ce pays, jouant pour cinq clubs différents : l'Hapoël Beer-Sheva, l'Hapoël Nazrat Ilit, le Maccabi Tel-Aviv, l'Hapoël Kfar Sabah et Bnei Yehoudah. Il ne remporte pas de nouveaux trophées, mais est régulièrement titulaire dans toutes ces équipes. Au total, il inscrit 27 buts en 101 matches joués.
Durant le mercato 2008, José Duarte quitte Israël pour la Chine, où il est transféré au club de Guangzhou. Après une saison, il change à nouveau de club, et signe un contrat en faveur de Chongqing Lifan. Il reste deux ans dans son nouveau club, chose qu'il n'avait plus faite depuis son passage à Bruges. En mars 2011, il change d'équipe, et rejoint le Tianjin Runyulong.

## Palmarès
- Champion de l'État du Goiás en 1998 avec le Goiás Esporte Clube
- Vainqueur de la Coupe de Belgique en 2002 avec le FC Bruges
- Champion de Belgique en 2003 avec le FC Bruges